# リヴォニア王国
リヴォニア王国 （ロシア語: Ливонское королевство）は、16世紀後半に現在のエストニアおよびラトビアにあたる地域を領土として主張した名目上の国家。リヴォニア戦争(1558年-1583年)中の1570年にロシアのツァーリであるイヴァン4世が傀儡国として建国を宣言したが、国家としての実態を持つことはなかった。

## 歴史

### 成立と挫折
1570年6月10日、デンマーク王子のホルシュタイン公マグヌスがモスクワを訪れ、リヴォニアの王として戴冠した。彼はイヴァン4世を宗主として忠誠を誓い、イヴァン4世は「リヴォニア王国」を自らの世襲財産としたうえで、これを支配する特許状をマグヌスに与えた。マグヌスとイヴァン4世の間に結ばれた条約には、オプリーチニキの一人や、ゼムスキー・ソボルの代表アンドレイ・シチェルカーロフが署名した。この時点でロシアはまだリヴォニアを手中に収めてすらいなかったのだが、早くも将来のリヴォニア征服と王国建設を見越して、その首都をポルツァマー城とすることまで取り決められた。マグヌスは2万人のロシア兵を率いてモスクワを発ち、スウェーデンが支配するレバル（現タリン）の征服に向かった。イヴァン4世はマグヌスの兄であるデンマーク王フレゼリク2世の支援を取り付けようとしたが、失敗した。マグヌスはレバルを包囲したが、1571年3月末に攻略を諦め撤退した。

### マグヌスの没落
1577年、イヴァン4世に見捨てられ兄王の支援も得られなかったマグヌスは、リヴォニアの貴族たちに外国勢力排除を呼びかけ協力を求めたが、イヴァン4世に攻撃され捕虜となった。マグヌスは釈放される際、リヴォニア王位を放棄させられた。その後、マグヌスはポーランドの捕虜としてクールラント司教領のピルテン城で6年を過ごし、1583年3月にここで死去した。

### リヴォニア戦争後
1583年にリヴォニア戦争が終結したとき、かつてリヴォニア騎士団が支配していたテッラ・マリアナの大部分（クールラント・ゼムガレン公国およびリヴォニア公国）はポーランドの支配するところとなり、残るスウェーデン占領地域にエストニア公国が設立された。